# Volleybalvereniging Lycurgus 2020-2021
Questa voce raccoglie le informazioni riguardanti il Volleybalvereniging Lycurgus nelle competizioni ufficiali della stagione 2020-2021.

## Organigramma societario
Area direttiva
- Presidente: Paul van der Wijk

Area tecnica
- Allenatore: Arjan Taaij

## Rosa
| N° | Nome                | Ruolo | Data di nascita   | Nazionalità sportiva |
| -- | ------------------- | ----- | ----------------- | -------------------- |
| 1  | Sam Gortzak         | P     | 15 marzo 1995     | Paesi Bassi          |
| 2  | Luke Herr           | P     | 18 luglio 1994    | Canada               |
| 3  | Jerome Cross        | O     | 24 febbraio 1996  | Canada               |
| 4  | Jaron Spiegelaar    | L     | 3 maggio 2000     | Paesi Bassi          |
| 5  | Auke van de Kamp    | S     | 31 luglio 1995    | Paesi Bassi          |
| 8  | Steven Ottevanger   | L     | 7 gennaio 1995    | Paesi Bassi          |
| 9  | Erik van der Schaaf | S     | 12 dicembre 1993  | Paesi Bassi          |
| 10 | Jesper van Muijden  | C     | 13 febbraio 2001  | Paesi Bassi          |
| 11 | Geoffrey van Gent   | O     | 23 ottobre 1996   | Paesi Bassi          |
| 12 | Luuk Hofhuis        | C     | 28 settembre 2001 | Paesi Bassi          |
| 13 | Hossein Ghanbari    | C     | 19 agosto 1990    | Paesi Bassi          |
| 18 | Dennis Borst        | C     | 1º febbraio 1992  | Paesi Bassi          |
| 21 | Bennie Tuinstra     | S     | 13 settembre 2000 | Paesi Bassi          |

## Statistiche

### Statistiche di squadra
| Competizione          | Punti | In casa | In casa | In casa | In trasferta | In trasferta | In trasferta | Totale | Totale | Totale |
| Competizione          | Punti | G       | V       | P       | G            | V            | P            | G      | V      | P      |
| --------------------- | ----- | ------- | ------- | ------- | ------------ | ------------ | ------------ | ------ | ------ | ------ |
| Eredivisie            | 23/10 | 8       | 6       | 2       | 10           | 6            | 4            | 18     | 12     | 6      |
| Coppa dei Paesi Bassi | -     | 0       | 0       | 0       | 2            | 2            | 0            | 3      | 3      | 0      |
| Supercoppa olandese   | -     | -       | -       | -       | -            | -            | -            | 1      | 1      | 0      |
| Coppa CEV             | -     | 0       | 0       | 0       | 0            | 0            | 0            | 1      | 0      | 1      |
| Totale                | -     | 8       | 6       | 2       | 12           | 8            | 4            | 23     | 16     | 7      |

### Statistiche dei giocatori
| Giocatore         | Coppa CEV | Coppa CEV | Coppa CEV | Coppa CEV | Coppa CEV |
| Giocatore         | P         | PT        | AV        | MV        | BV        |
| ----------------- | --------- | --------- | --------- | --------- | --------- |
| D. Borst          | 1         | 8         | 5         | 3         | 0         |
| J. Cross          | 1         | 31        | 27        | 1         | 3         |
| H. Ghanbari       | 1         | 9         | 6         | 3         | 0         |
| S. Gortzak        | 1         | 0         | 0         | 0         | 0         |
| L. Herr           | 1         | 1         | 0         | 0         | 1         |
| L. Hofhuis        | 1         | 1         | 1         | 0         | 0         |
| S. Ottevanger     | 1         | 0         | 0         | 0         | 0         |
| J. Spiegelaar     | 0         | 0         | 0         | 0         | 0         |
| B. Tuinstra       | 1         | 15        | 12        | 0         | 3         |
| A. van de Kamp    | 1         | 4         | 4         | 0         | 0         |
| E. van der Schaaf | 1         | 3         | 2         | 0         | 1         |
| G. van Gent       | 1         | 0         | 0         | 0         | 0         |
| J. van Muijden    | 0         | 0         | 0         | 0         | 0         |

P = presenze; PT = punti totali; AV = attacchi vincenti; MV = muri vincenti; BV = battute vincenti

NB: Non sono disponibili i dati relativi alla Eredivisie, alla Coppa dei Paesi Bassi e alla Supercoppa olandese